# Lamine Fadiga
 (octobre 2011).
Si vous disposez d'ouvrages ou d'articles de référence ou si vous connaissez des sites web de qualité traitant du thème abordé ici, merci de compléter l'article en donnant les références utiles à sa vérifiabilité et en les liant à la section « Notes et références ».
Pour les articles homonymes, voir Fadiga.
Lamine Fadiga, né le 10 mars 1918 à Touba (Côte d'Ivoire) et décédé le 26 juin 1990 est un homme d'affaires et un homme politique ivoirien.

## Biographie
Il est nommé premier président ivoirien de la Chambre de commerce d'industrie de Côte d'Ivoire par le président Félix Houphouët-Boigny en 1985 et est l'un des fondateurs du Parti démocratique de Côte d'Ivoire (PDCI).
Fort d'un grand patrimoine immobilier en Côte d'Ivoire, Lamine Fadiga possède également de grandes firmes ivoiriennes parmi lesquelles la Sotropal qui est en son temps la plus grande industrie d'allumettes en Afrique de l'Ouest ou encore Unipaci plus grande imprimerie de Côte d'Ivoire. Lamine Fadiga est également l'un des fondateurs de la Banafrique, qui aujourd'hui laisse place à un grand groupe banquier africain qu'est la Bank of Africa.
Il est également député de la ville de Touba (Côte d'Ivoire). Il est connu pour ses nombreuses relations à l'international notamment étant proche de chefs d'État (Félix Houphouët-Boigny, François Mitterrand, Léopold Sedar Senghor, Hassan II, Jacques Chirac, entre autres), mais aussi pour ses talents de négociateur et surtout pour sa philanthropie.
Multimilliardaire et philanthrope, il est le fondateur du Centre des handicapés de Bouaké, Lamine Fadiga demeure l'un des rares Africains à avoir été distingué comme Commandeur de la Légion d'honneur française.
Lamine Fadiga, père de cinq enfants dont l'un fut également député de la ville de Bouaké, Malick Fadiga.

## Distinctions
- Commandeur de la Légion d'honneur française
- Officier de l'ordre du mérite ivoirien